# Pierre-Marie-Alexandre Guiraud

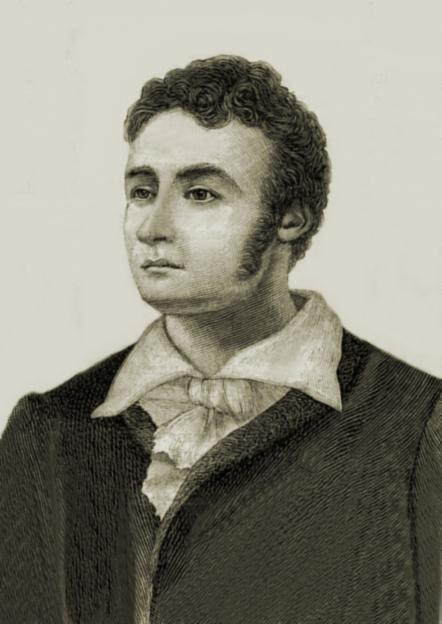
Alexandre Guiraud.

Pierre Marie Thérèse Alexandre Guiraud född den 24 december 1788 i Limoux, död den 24 februari 1847 i Paris, var en fransk baron och skald. 
Guiraud blev 1826 medlem av Franska akademien och författade bland annat sorgespelen Pélage (1820), Les machabées (1822) och Virginie (1827), de lyriska diktsamlingarna Élégies savoyardes (1823), som bland annat innehöll den ofta sjungna Le petit savoyard, och Chants hellènes (1824) samt romanen Flavien, ou de Rome au désert (1835; "Flavianus eller från Rom till öknen. Tidsbilder från 3:e århundradet", 1873).